# Hoofdcursus Kampen
De Hoofdcursus Kampen was een opleidingsinstituut voor officieren in de periode van 1852 tot en met 1923. Diverse bekende generaals en officieren hebben de opleiding doorlopen, zoals Jo van Heutsz en voormalig premier Hendrikus Colijn.

## Geschiedenis

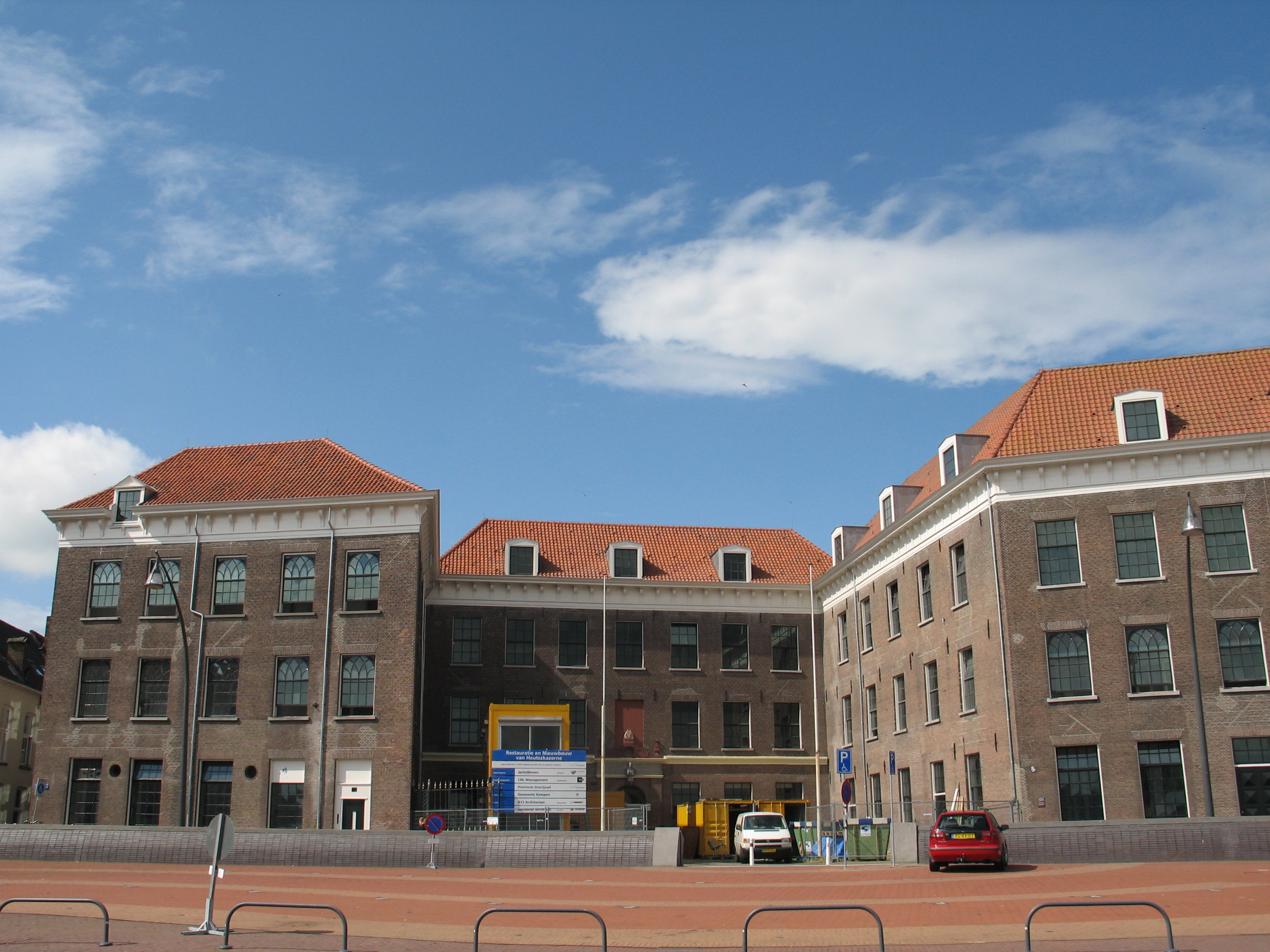
Van Heutszkazerne

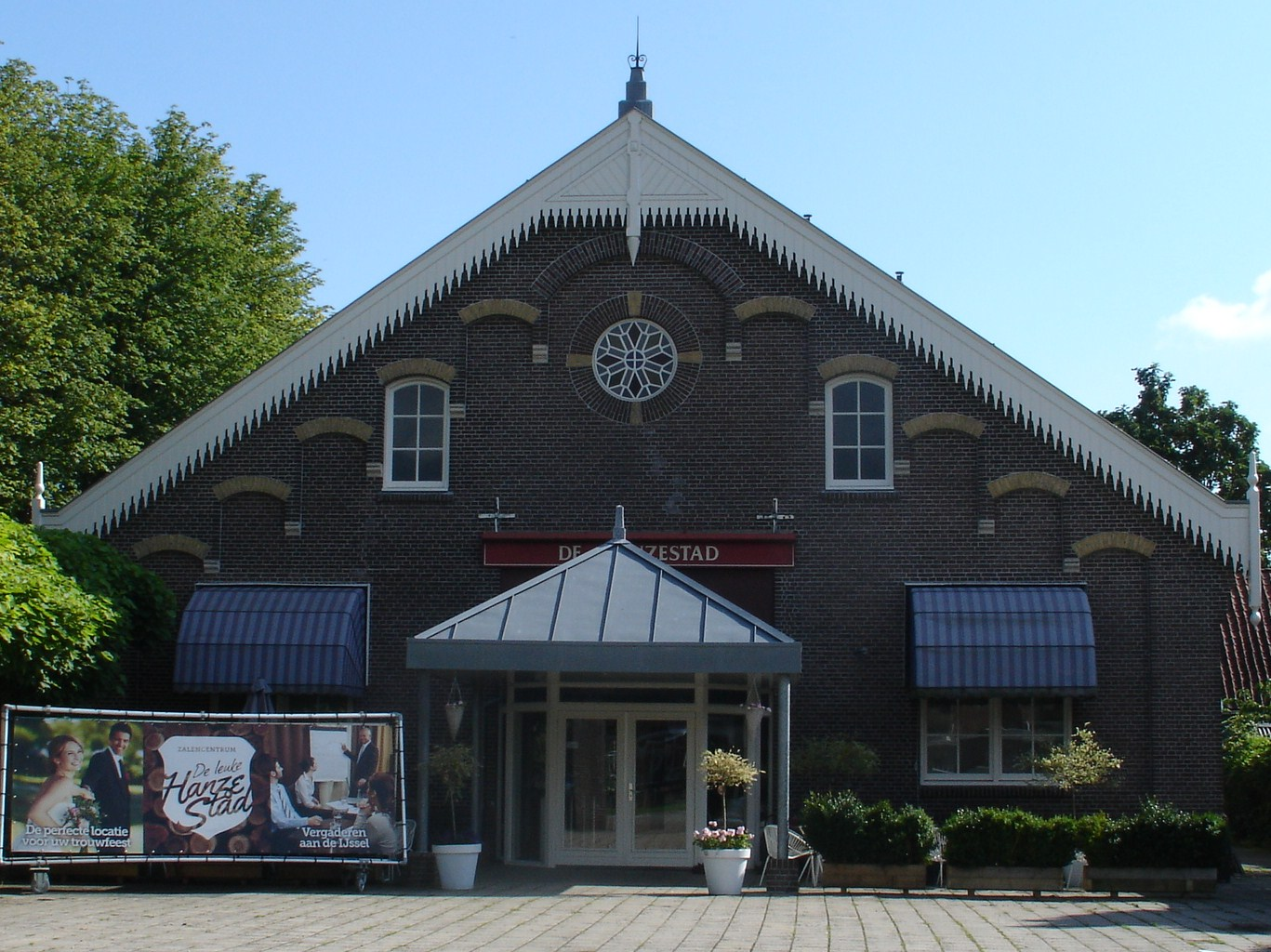
De voormalige manege die werd gebruikt bij paardrij oefeningen.

Sinds 1815 bevond zich een bataljon van de landmacht in Kampen, aanvankelijk in de latere Van Heutszkazerne. Dit 3de bataljon, 7de afdeling Infanterie vocht in de Belgische Revolutie. Nadat deze eenheid was vertrokken kwamen het Depot Bataljon 18de afdeling infanterie en het Werfdepot Korps Jagers van Cleerens in Kampen. In september 1839 is het Korps naar Harderwijk uitgeweken. Na een periode zonder militaire aanwezigheid vestigde zich een instructiebataljon in Kampen in 1851. In 1877 sprak Tweede Kamerlid Charles Jean François Mirandolle de wens uit het militaire onderwijs bij wet te regelen. Hierop werden het instructiebataljon in Kampen en de Hoofdcursus Maastricht gefuseerd tot Hoofdcursus Kampen. Dit werd bij wet geregeld door de Wet tot regeling van het Militair Onderwijs bij de Landmacht uit 1890. Hierbij werd ook de Hoofdcursus 's-Hertogenbosch gefuseerd met de Hoofdcursus Kampen. De wet werd voor het laatst aangepast in 1933 en is nog steeds van kracht, hierin wordt Kampen nog steeds genoemd als onderwijslocatie.
In 1877 werd de Hoofdcursus Kampen opgericht met financiële steun van het Ministerie van Oorlog en het Ministerie van Koloniën Deze hoofdcursus was de opvolger van de 1e klasse Cursus. De 1e klasse Cursus was een opleiding op regimentsniveau voor onderofficieren waarvan kon worden verwacht dat zij het officiersexamen na één jaar onderwijs met succes konden afronden. De Hoofdcursus had het niveau wat gelijkwaardig was met de HBS. Waar de Koninklijke Militaire Academie een wetenschappelijke benadering had en de regimentscursussen werden overgelaten aan de diverse regimenten, had de Hoofdcursus Kampen een meer praktische benadering. Er werden ook kritische noten geplaatst bij het niveau van de opleiding. Luitenant-generaal b.d., en kamerlid voor de Liberalie Unie, Willem Rooseboom gaf in december 1886 in de Tweede Kamer kritiek op de hoofdcursussen. Rooseboom noemde het intellectueel en maatschappelijk niveau van de cursussen te laag voor de eisen van die tijd. Rooseboom vernam "uit betrouwbare bron" dat slechts én tiende tot één zesde van de cursisten de goede basis hadden om officier te worden. De beste studenten aan de Hoofdcursus Kampen waren diegene die gezakt waren voor het toelatingsexamen van de KMA. Vanaf 1 oktober 1891 werden er ook officieren voor het Koninklijk Nederlandsch-Indisch Leger opgeleid op de Hoofdcursus.

## Studentenleven
De studenten, cursisten genoemd bij de krijgsmacht, hadden zich verenigd in verschillende verenigingen zoals:
- Vereeniging "Excelsior" (algemene cursisten vereniging voor alle cursisten)
- Zangvereeniging "Polyhymnia"
- Schietclub "Willem Tell"
- Gymnastiekvereeniging "Mavors"

De Vereniging Excelsior stond bekend om het organiseren van feesten voor cursisten en de lokale burgerij van Kampen. Generaal b.d. Swart gaf bij een terugblik aan zijn periode in Kampen (1884-1886) aan dat dit door de cursisten werd gebruikt om in contact te komen met de lokale dames. Het korpslied werd geschreven door Jan Beckering Vinckers, onder het pseudoniem Wittekind.

## Hoofdcommandanten
| Periode   | Hoofdcommandant                       | Koptekst                          |
| --------- | ------------------------------------- | --------------------------------- |
| 1880-1890 | J.T.T.C. van Dam van Isselt           | Voorbeeld                         |
| 1890-1902 | kolonel J.J. Wierts                   | pensioen                          |
| 1902-1906 | luitenant-kolonel H.A.J.A. Timmerman  | Voorbeeld                         |
| 1906-1912 | kolonel R.H. Luber                    | pensioen                          |
| 1912-1914 | kolonel J.M. Mazel                    | Voorbeeld                         |
| 1914-1922 | luitenant-kolonel N.J. Kooiman        | pensioen                          |
| 1922-1923 | kapitein M. Waltheer                  | laatste hoofdcommandant in Kampen |
| 1923-1924 | luitenant-kolonel G.G. van Everdingen | tevens gouverneur KMA             |

## Alumni
In zijn bestaan heeft de Hoofdcursus Kampen ruim 3000 officieren opgeleid. Voor lessen in het berijden van paarden werd gebruik gemaakt van de voormalige Manege (nu evenementenlocatie de Leuke Hanzestad), gelegen naast de Bovenhaven wat daarvoor dienstdeed als tolhaven dankzij de strategische ligging aan de IJssel. Maar liefst 107 officieren kregen de hoogste Nederlandse militaire onderscheiding, de Militaire Willems-Orde. Albert van den Brandeler was de eerste alumnus die de Militaire Willems-Orde ontving. In mei 1874 haalde Van den Brandeler zijn officiers examen waarna hij naar Nederlands-Indië uitgezonden werd. Ingedeeld bij het 15e bataljon infanterie van het KNIL nam Van den Brandeler deel aan de inname van de versterkte kampong Langkroek op 28 september 1874. Van den Brandeler raakte gewond aan zijn linkerarm en werd later tot Ridder der 4e klasse in de Militaire Willems-Orde benoemd. Verreweg de meeste onderscheidingen werden uitgereikt voor handelingen tijdens de Atjehoorlog. Anderen onderscheidden zich tijdens de expeditie naar Lombok of Djambi
Van de afgestudeerde officieren kwamen er 44 om tijdens oorlogsmissies (tot 1932). Al in 1876 kwam de eerste alumnus van de Hoofdcursus, destijds nog instructiebataljon, om het leven. Tweede-luitenant Verschoor rondde de opleiding tot officier in 1875 af en kwam later dat jaar aan in Nederlands-Indië. Verschoor kwam om het leven op 27 maart 1876. De doodsoorzaak is onduidelijk. Een uitgave van de Koninklijke Militaire Academie geeft aan: "door verwondingen in den strijd" in Kotta Radja. De Java-Bode van 4 april 1876 geeft aan dat Verschoor is overleden aan cholera.
De officieren gedecoreerd met de Militaire Willems-Orde, en de officieren gestorven door oorlogshandelingen worden herdacht met een plaquette in de huidige Koninklijke Militaire Academie.

### Alumni onderscheiden met de Militaire Willemsorde
| Naam                                 | Jaar benoeming officier | aantekening Militaire-Willemsorde |
| Grootkruis                           | Grootkruis              | Grootkruis |
| ------------------------------------ | ----------------------- | --- |
| van Heutsz, J.B.                     | 1872                    | een nieuw bewijs van H. M.'s Hooge tevredenheid over de wijze, waarop hij sedert 25 Maart 1898 zich heeft gekweten van de zware taak van Civiel en Militair Gouverneur van Atjeh en Onderhoorigheden en voor den moed, het beleid en de trouw, door hem in die betrek- kingen aan den dag gelegd. |
| Commandeur                           |                         | |
| Swart, H.N.A.                        | 1886                    | zich onderscheiden bij de krijgs- verrichtingen op het eiland Flores, gedurende het tweede halfjaar 1908. |
| Ridders van de 3e klasse             |                         | |
| Christan, W.G.A.C.                   | 1874                    | bewezen buitengewone diensten ter zake van de krijgsverrich- tingen tegen Lombok in 1894. |
| Colijn, Dr. H.                       | 1892                    | zich onderscheiden bij de krijgs- verrichtingen in Atjeh, hoofd- zakelijk gedurende het tweede semester 1902. |
| Darlang, F.                          | 1896                    | de krijgsverrichtingen in Atjeh en Onderhoorigheden, hoofdza- kelijk gedurende het eerste half jaar 1907. |
| Drijber, S.A.                        | 1879                    | zich onderscheiden bij de krijgs- verrichtingen in Atjeh in de maanden Maart tot en met No- vember 1896. |
| Van Loenen, C.A.                     | 1875                    | zich onderscheiden bij de krijgs verrichtingen ter noord- en oostkust van Atjeh, gedurende het tijdvak van 1 Juni tot en 25 October 1898. |
| Van der Wedden, P.H.                 | 1876                    | de krijgsverrichtingen in Atjeh en Onderhoorigheden, gedu- rende het tijdperk van 1 Juni 1899 tot 31 December d.a.v. |
| Ridders van de 4e klasse             |                         | |
| Van Ardenne, D.B.W.                  | 1901                    | de krijgsverrichtingen in Djambi gedurende het tijdvak van No- vember 1902 tot Januari 1904. |
| Aukes, H.F.                          | 1898                    | zich onderscheiden gedurende den tocht naar de Gajo- en Alaslanden van Februari tot Juli 1904. |
| Van Bakel, W.                        | 1888                    | de krijgsverrichtingen in Atjeh en Onderhoorigheden, gedu rende het tijdvak van 1 Juni 1899 tot 31 December d.a.v. |
| Van den Belt, J.C.                   | 1884                    | zijne houding bij verschillende ontmoetingen met den vijand in Atjeh en Onderhoorigheden. |
| Berenschot, J.W.                     | 1890                    | de krijgsverrichtingen in Atjeh en Onderhoorigheden gedu- rende het tijdperk van 1 Juni 1899 tot 31 December d.a v. |
| Van Beusekom, H.                     | 1883                    | zijn gedrag bij de krijgsverrich- tingen in Atjeh gedurende het tweede halfjaar 1903. |
| Bodemeijer, P.H.                     | 1879                    | de krijgsverrichtingen in Atjeh in de maanden Maart tot en met November 1896. |
| Boon, C.J.                           | 1888                    | de verschillende krijgsverrich- tingen in Atjeh en Onderhoorig- heden, gedurende het tijdvak van medio November 1896 tot en met Augustus 1897. |
| Boreel, Jonkheer J.J.                | 1891                    | zich onderscheiden in het Gou- vernement Atjeh en Onderhoo- righeden, hoofdzakelijk gedu- rende het jaar 1911. |
| Bosschart, F.G.J.                    | 1875                    | de krijgsverrichtingen in Atjeh (Edi) le halfjaar 1889. |
| Van Braam Morris, J.                 | 1900                    | zijn gedrag gedurende den tocht naar de Gajo- en Alaslanden van Februari tot Juli 1904. |
| Brack, G.H.                          | 1885                    | zich onderscheiden bij de krijgs- verrichtingen in Djambi, hoofd zakelijk gedurende het eerste halfjaar (tot en met 4 Juli) 1903. |
| De Braconier, A.                     | 1904                    | de krijgsverrichtingen in het Militaire commandement van Celebes, Menado en Timor in hoofdzaak gedurende het tweede halfjaar 1907 |
| Van den Brandeler, A.                | 1874                    | de tweede expeditie tegen Atjeh. |
| Van den Brandeler, Jonkheer M.W.C.   | 1871                    | de krijgsverrichtingen in Atjeh en Onderhoorigheden, gedu- rende het tijdvak van 1 Juni 1899 tot 31 December d.a.v. |
| Breijer, J.F.                        | 1873                    | de krijgsverrichtingen in Atjeh, geurende het tijdvak van Juli 1886 tot Februari 1887 |
| Van den Bussche C.K.J.               | 1871                    | de krijgsverrichtingen in Atjeh eerste halfjaar 1887. |
| Campen, C.F.H.                       | 1874                    | de krijgsverrichtingen in Silin- dang en Toba (Atjeh) van Fe- bruari tot en met Mei 1878. |
| Campioni, M.J.J.B.H.                 | 1891                    | zich onderscheiden bij de ver- schillende krijgsverrichtingen in Atjeh en Onderhoorigheden gedurende het tijdvak van medio November 1896 tot en met Augustus 1897. |
| Collard, P.L.A.                      | 1875                    | de krijgsverrichtingen in de XXII en XXVI Moekim (Atjeh) van 23 Maart tot 5 September 1879. |
| Creutz Lechleitner, W.J.C.           | 1878                    | de expeditie tegen Lombok 1894. |
| Van Dompseler, J.H.C.                | 1889                    | de expeditie tegen Lombok 1894. |
| Doorman, R.G.                        | 1881                    | de expeditie in Samalangan en Peusangan van 29 januari tot 22 Februari 1901. |
| Dutry van Haeften, C.B.              | 1895                    | de krijgsverrichtingen in Cele- bes, gedurende het tijdvak van 12 Juli 1905 tot 1 Augustus 1906. |
| Ebbink, J.W.                         | 1897                    | de krijgsverrichtingen in Atjeh en Onderhoorigheden, gedu- rende het eerste halfjaar 1904, ongerekend Luitenant-Kolonel van Daalen's tocht in de Gajo- en Alaslanden. |
| Eilers, C.H.                         | 1895                    | de krijgsverrichtingen in Djambi gedurende het eerste halfjaar 1907. |
| Von Ernst, F.J.R.                    | 1873                    | de krijgsverrichtingen in Silin- dang en Toba (Atjeh) van Fe- bruari tot en met Mei 1878. |
| Fischer, F.                          | 1896                    | de krijgsverrichtingen in Korin- tji in het jaar 1903. |
| Geldorp, E.J.                        | 1901                    | de krijgsverrichtingen in Atjeh en Onderhoorigheden, gedu- rende het eerste halfjaar 1904, ongerekend Luitenant-Kolonel van Daalen's tocht in de Gajo- en Alaslanden. |
| Von Geusau, W.T.N.                   | 1873                    | zijn gedrag bij het gevecht voor Kota-Toeankoe (Atjeh) op 26 Juli 1889. |
| Goldman, Jonkheer C.F.               | 1886                    | de krijgsverrichtingen in Djambi gedurende het eerste halfjaar 1907. |
| Gooszen, A.J.                        | 1889                    | de krijgsverrichtingen in Atjeh en Onderhoorigheden gedu- rende het tijdperk van 1 Juni 1899 tot 31 December d.a.v. |
| Le Grand, F.A.                       | 1874                    | de krijgsverrichtingen in de XXII en XXVI Moekim (Atjeh) van 23 juli 1878 tot 23 maart 1879. |
| Gijsen, A.A.T.H.                     | 1876                    | de krijgsverrichtingen in de XXII en XXVI Moekim (Atjeh) gedurende de tijdvakken van 23 Maart tot 17 Juni en van 30 Juni tot 5 September 1879. |
| Van Heerdt, J.N.C. Baron             | 1887                    | de verschillende krijgsverrich- tingen in Atjeh en Onderhoorig- heden, gedurende het tijdvak van medio November 1896 tot en met Augustus 1897. |
| Heldens, P.A.H.                      | 1887                    | de krijgsverrichtingen in Atjeh en Onderhoorigheden, gedu- rende het tijdperk van 1 Juni 1899 tot 31 December d.a.v. |
| Van Heurn, N.C.                      | 1875                    | de krijgsverrichtingen in Atjeh 1890 en 1891. |
| Holten, P.A.H.                       | 1887                    | eene ontmoeting met den vij and in Atjeh eerste halfjaar 1893. |
| Van Hoogenhuyze, W.G.                | 1872                    | de krijgsverrichtingen in Djambi gedurende het tijdvak van No- vember 1902 tot Januari 1904. |
| Van der Horst, M.J.G.E               | 1903                    | de krijgsverrichtingen in Cele- bes, gedurende het tijdvak van 12 Juli 1905 tot 1 Augustus 1906. |
| Jacobs, J.R.                         | 1874                    | de krijgsverrichtingen in Atjeh in de maanden Maart tot en met November 1896. |
| De Jongh Swemer, P.Th.               | 1903                    | de krijgsverrichtingen in Djam- bi, hoofdzakelijk gedurende het eerste halfjaar 1904. |
| Kalis, A.H.                          | 1873                    | de krijgsverrichtingen in Lang- sar (Atjeh) van 10 -19 Mei 1877. |
| Van Kappen, E.A.                     | 1883                    | de verschillende krijgsverrich- tingen in Atjeh en Onderhoo- righeden, gedurende het tijd- perk van medio November 1896 toten met Augustus 1897. |
| Korndörffer, J.J.                    | 1894                    | zich onderscheiden bij de krijgs- verrichtingen in Atjeh, gedu- rende het tweede semester 1902. |
| Kramers, S.D.                        | 1897                    | de krijgsverrichtingen in Atjeh, hoofdzakelijk gedurende het tweede halfjaar 1902. |
| Van Krieken, A.G.L.F.                | 1896                    | de krijgsverrichtingen in Djam- bi, gedurende het tijdvak van Novemberl902totJanuari 1904. |
| Kroef, E.                            | 1884                    | de krijgsverrichtingen in Atjeh en onderhoorigheden, hoofdza- kelijk in het tweede halfjaar 1904. |
| Kroon, H.J.L.                        | 1889                    | de krijgsverrichtingen in Cele- bes, gedurende het tijdvak van 12Juli 1905tot'1 Augustusl906. |
| Krull, H.P.                          | 1879                    | de krijgsverrichtingen in Meu- laboh (Atjeh) in de maand Maart 1894. |
| Lamster, J.C.                        | 1894                    | de krijgsverrichtingen in Atjeh en Onderhoorigheden gedu- rende het tijdperk van 1 Juni 1899 tot 31 December d.a.v. |
| Lange, E.G.O.                        | 1881                    | de krijgsverrichtingen in Atjeh 1890 en 1891. |
| Van Leyden, J.                       | 1890                    | de krijgsverrichtingen in Atjeh en Onderhoorigheden, gedu- rende het eerste halfjaar 1904, ongerekend Luitenant-Kolonel van Daalen's tocht in de Gajo- en Alaslanden. |
| Libosan, J.W.                        | 1875                    | de krijgsverrichtingen tegen Atjeh tusschen 26 Januari en 15 Maart 1877. |
| Liefrinck, J.C.H.                    | 1887                    | zich onderscheiden bij de krijgs- verrichtingen in het militair commandement van Celebes, Menado en Timor, in hoofdzaak gedurende het tweede halfjaar 1907. |
| Van der Meer Mohr, M.                | 1882                    | de krijgsverrichtingen in Atjeh, 1890 en 1891. |
| Moorrees, H.C.                       | 1873                    | de krijgsverrichtingen in Atjeh en Onderhoorigheden gedu- rende het tijdperk van 1 Juni 1899 tot 31 December d.a.v |
| Van Nieuwland, J.A.                  | 1890                    | de verschillende krijgsverrich- tingen in Atjeh en Onderhoo- righeden, gedurende het tijdvak van medio November 1896 tot en met Augustus 1897. |
| Van der Noordaa, G.P.M.              | 1874                    | de krijgsverrichtingen in de XXV en XXVI Moekim (Atjeh) van 23 juli 1878 tot 23 maart 1879. |
| Van Nues, J.L.                       | 1893                    | zich onderscheiden bij de excur- sie in Kloeng-Kloeng (Bali) in April 1908. |
| Nijpels, G                           | 1882                    | de krijgsverrichtingen in Atjeh gedurende het tijdvak van Juli 1886 tot Februari 1887. |
| Okhuizen D.A.                        | 1874                    | zich onderscheiden bij de krijgs- verrichtingen in Atjeh in de maanden Maart tot en met November 1896. |
| Van Oppen, W                         | 1879                    | bewezen buitengewone diensten tijdens de krijgsverrichtingen tegen Lombok in 1894. |
| Pothast, F                           | 1903                    | zich onderscheiden bij de krijgs- verrichtingen in Celebes gedu- rende het tijdvak van 12 Juli 1905 tot 1 Augustus 1906. |
| Reurts, J.H.                         | 1877                    | de krijgsverrichtingen in Atjeh in de maanden Maart tot en met November 1896. |
| Reijers, J.                          | 1889                    | de krijgsverrichtingen in Atjeh gedurende het eerste halfjaar 1899. |
| Van Rietschoten, C.H.                | 1884                    | zich onderscheiden in de resi- dentie Tapanoeli, hoofdzakelijk in het eerste halfjaar 1907. |
| Van Roon, J.                         | 1893                    | de verschillende krijgsverrich- tingen in Atjeh en Onderhoo- righeden gedurende het tijdvak van medio November 1896 tot en met Augustus 1897. |
| Ruempol, C.A.                        | 1897                    | zich onderscheiden in het Gou- vernement Atjeh en Onderhoo- righeden, gedurende het eerste halfjaar 1908. |
| Von Santen, H.I.                     | 1882                    | zjjne houding b;j verschillende ontmoetingen met den vijand in Atjeh en Onderhoorigheden |
| Schneider, A.E.                      | 1896                    | de krijgsverrichtingen in Atjeh, hoofdzakelijk gedurende het tweede halfjaar 1902. |
| Schneiders, J.H.L.                   | 1885                    | de krijgsverrichtingen in Atjeh en Onderhoorigheden, gedu- rende het tijdperk van 1 Juni 1899 tot 31 December d.a.v. |
| Schröder, L.F.                       | 1884                    | de krijgsverrichtingen in Atjeh en Onderhoorigheden, hoofdza- kelijk in het tweede halfjaar 1904. |
| Van der Schroeff, C.                 | 1877                    | zijn gedrag bij de krijgsverrich- tingen in Tamiang (Residentie Oostkust van Sumatra) in de maanden Februari, Maart en April 1893. |
| Schütt, F.                           | 1886                    | zich onderscheiden bij de krijgs- verrichtingen in Meulaboh (At- jeh) in de maand Maart 1894. |
| Siebelhoff, M.W.                     | 1893                    | zich onderscheiden in het Gou- vernement Atjeh en Onderhoo- righeden gedurende het eerste halfjaar 1908. |
| Van de Siepkamp, A.P.                | 1884                    | de krijgsverrichtingen in Atjeh en Onaerhoorigheden, hoofdza- kelijk gedurende het eerste half- jaar 1905. |
| Sikman, J.H.W.                       | 1901                    | de krijgsverrichtingen in Atjeh en Onderhorigheden, hoofdza- kelijk gedurende het tweede halfjaar 1905. |
| Van der Slooten, A.                  | 1898                    | de krijgsverrichtingen in Korin- tji, in het jaar 1903. |
| Snijders, A.G.                       | 1886                    | de krijgsverrichtingen in Atjeh en Onderhoorigheden gedu- rende het tijdperk van 1 Juni 1899 tot 31 December d.a.v. |
| Soetens, J.A.                        | 1884                    | de krijgsverrichtingen in Atjeh en Onderhoorigheden gedu- rende het tijdperk van 1 Juni 1899 tot 31 December d.a.v. |
| Spandaw, G.D.                        | 1903                    | de krijgsverrichtingen in Atjeh en Onderhoorigheden, hoofdza- kelijk gedurende het eerste half- jaar 1909. |
| Spruyt, P.J.                         | 1887                    | de krijgsverrichtingen in Atjeh en Onderhoorigheden, gedu- rende het tijdperk van 1 Juni 1899 tot 31 December d.a.v. |
| Steinmetz, K.W.                      | 1874                    | de krijgsverrichtingen in Silin- dang en Toba (Atjeh) van Fe- bruari tot en met Mei 1878. |
| Tammes, B.                           | 1893                    | de verschillende krijgsverrich- tingen in Atjeh en Onderhoo- righeden, gedurende het tijdvak van medio November 1896 tot en met Augustus 1897. |
| Tuinenburg, F.W.H.                   | 1879                    | de expeditie tegen Lombok 1894. |
| De Vaynes van Brakell Buys, G.K.W.F. | 1900                    | de krijgsverrichtingen in Atjeh en Onderhoorigheden, hoofdza- kelijk gedurende het tweede halfjaar 1905. |
| Verburgh, J.J.                       | 1887                    | de krijgsverrichtingen in Atjeh en Onderhoorigheden gedu- rende het tijdperk van 1 Juni 1899 tot 31 December d.a.v. |
| De Vlaminck, B.A.A.                  | 1880                    | zich onderscheiden bij de krijgs verrichtingen in Atjeh gedu rende het le semester 1899. |
| Vuijk, J.W.C.                        | 1888                    | zich onderscheiden bij de krijgs- verrichtingen in Atjeh in de maanden Maart tot en met November 1896. |
| Wagener, C.F.A.                      | 1890                    | zich onderscheiden bij de krijgs- verrichtingen in Atjeh in de maanden Maart tot en met November 1896. |
| Watrin, G.F.B.                       | 1896                    | zich onderscheiden bij de krijgs- verrichtingen in het Gouver- nement Atjeh en Onderhoorig- heden in het tweede halfjaar 1902 en iq het eerste halfjaar 1903. |
| Webb, G.J.A.                         | 1884                    | zich onderscheiden bij de expe- ditie in Samalangan en Peu- sangan van 29 Januari tot 22 Februari 1901. |
| Wempe, H.E.                          | 1895                    | de krijgsverrichtingen in Cele- bes gedurende het tijdvak van 12 Juli 1905 tot 1 Augustus 1906. |
| Weustmann, J.A.W.                    | 1878                    | de krijgsverrichtingen in Atjeh in de maanden Maart tot en November 1896. |
| Wiersma, P.                          | 1874                    | de expeditie tegen Lombok 1894. |
| Willemstijn, H.P.                    | 1875                    | de expeditie tegen Lombok 1894. |
| Witteveen, J.                        | 1874                    | de krijgsverrichtingen in Atjeh eerste halfjaar 1887. |
| Van der Zwaan, W.H.B.                | 1883                    | de expeditie tegen Lombok 1894. |